# Lüderitzbukten

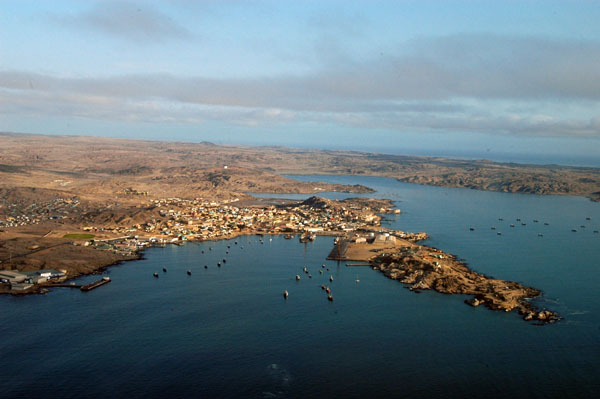

Lüderitzbukten eller Lüderitzbaai (tyska: Lüderitzbucht), också känd som Angra Pequena, är en bukt vid Namibias kust. Staden Lüderitz ligger vid bukten.